# Bibliografía especializada
El concepto de bibliografía es muy amplio y ha ido atravesando por diferentes etapas en el transcurso del tiempo.

## Historia
Se hace necesaria una breve revisión histórica del  término bibliografía.
Según Valentino Morales López la primera vez que apareció el término bibliografía fue en 1633 y fue utilizado para denominar una lista de libros. Algunas de estas listas contenían análisis del contenido de las obras. En este tiempo no hubo producción teórica.
La primera definición formal de biografía aparece en 1704 y sostiene que es un conocimiento e interpretación de los antiguos manuscritos.
Posteriormente se denominó a la bibliografía ciencia del libro, esta concepción tuvo gran aceptación en su época. Esta nueva definición amplió el campo de estudio de esta disciplina. La bibliografía al ser la ciencia del libro estudiaba las bibliotecas, el mercado editorial, el amor a los libros, etc.
Los países donde se produjeron los mayores aportes teóricos fueron Francia y Alemania. En Francia se debió a la antigua tradición de la bibliografía francesa, muchos de los personajes que contribuyeron al desarrollo de la bibliografía eran parte del movimiento de la Ilustración. En Alemania se debió al auge del mercado del libro y la formación de importantes bibliotecas.
Ya hacia 1802 el término bibliografía se iba consolidando. Se comenzó a considerar a la bibliografía como parte de la bibliología, se la daba entonces a la bibliografía carácter de ciencia. Esta conceptualización se apoya en la tradición bibliográfica francesa.
La bibliotecología se consideraba entonces una práctica subordinada a la bibliografía. Posteriormente al alcance del término cambió a la inversa, se consideró a la bibliografía como una rama de la bibliotecología.
Durante el siglo XIX la mayoría de los diccionarios presentan la siguiente definición de bibliografía: ciencia de los libros desde el punto de vista de su descripción y su clasificación. Aquí confluyen los dos elementos hasta ahora mencionados: bibliografía vista como descripción de libros y como una ciencia.
Durante la segunda mitad del siglo XIX se hacen importantes aportes al desarrollo teórico de la bibliografía, se va acercando así a otro momento crucial de su historia, la bibliografía es vista ahora como parte de otras ciencias. Ya que surgen ciencias que tienen dentro de su objeto de estudio al libro.
La bibliografía se enfrentó a un importante problema: la explosión documental, es decir, producción de una enorme cantidad de documentos. Lo cual provocó que no se elaboraran bibliografías universales dada la dificultad de abarcar todo lo que era publicado en el mundo. Es así que nacen las bibliografías nacionales y las especializadas.

## Objetivos de la bibliografía especializada
Identificar documentos e informar sobre su contenido. De esta forma se orienta al usuario a cerca de cómo obtener la información. 
Posibilita el acceso a los documentos. Indica que es lo que hay publicado sobre un tema determinado.
Sirve como instrumento a la investigación. Recurrir a la bibliografía significa para el investigador un ahorro de tiempo y esfuerzo.

## Características de la bibliografía especializada
La cobertura temática de las mismas puede ser muy amplia. Son corrientes, actualizadas y normalizadas. 
Es posible acceder a ellas en múltiples soportes, pueden estar publicadas tanto en papel como en formato electrónico. Son elaboradas metodológicamente a partir de fuentes primarias y secundarias.
Se incluyen en ellas diversidad de documentos, entre ellos libros, artículos, información electrónica, etc. Son analíticas, es decir que contienen resumen de contenido y términos de indización. Las bibliografías especializadas a dirigida a diversos usuarios.